# مایلز ریچاردسن
مایلز ریچاردسن (انگلیسی: Miles Richardson؛ زادهٔ ۱۵ ژوئیهٔ ۱۹۶۳) بازیگر و صداپیشه اهل بریتانیا است.
از فیلم‌ها یا برنامه‌های تلویزیونی که وی در آن نقش داشته است، می‌توان به هری پاتر و سنگ جادو، برآب‌رفته، بازمانده روز، آدمکشان میدسامر و بهترین پیشنهاد اشاره کرد.
وی در بازی‌های ویدئویی دارک سولز و دارک سولز ۳ نیز صداپیشگی کرده است.